# 第6回ロサンゼルス映画批評家協会賞
第6回ロサンゼルス映画批評家協会賞は、ロサンゼルス映画批評家協会によって1980年の映画に贈られた映画賞である。1980年12月20日に発表された。

## 受賞
- 主演男優賞:
  - ロバート・デ・ニーロ – 『レイジング・ブル』

- 主演女優賞:
  - シシー・スペイセク – 『歌え!ロレッタ愛のために』

- 撮影賞:
  - 『テス』 - ジェフリー・アンスワース、ギスラン・クロケ

- 監督賞:
  - ロマン・ポランスキー - 『テス』

- 作品賞:
  - 『レイジング・ブル』

- 外国映画賞:
  - 『ブリキの太鼓』 ( 西ドイツ フランス ポーランド ユーゴスラビア)

- 音楽賞:
  - 『ロング・ライダーズ』 - ライ・クーダー

- 脚本賞:
  - 『セコーカス・セブン』 - ジョン・セイルズ

- 助演男優賞:
  - ティモシー・ハットン - 『普通の人々』

- 助演女優賞:
  - メアリー・スティーンバージェン - 『メルビンとハワード』

- 生涯功労賞:
  - ロバート・ミッチャム

- ニュー・ジェネレーション賞
  - キャロル・バラード